# Cercal (Cadaval)
Cercal is een plaats (freguesia) in de Portugese gemeente Cadaval en telt 534 inwoners (2001).